# Svend Horn
Svend Aage Pedersen Horn (11. marts 1906 i Risinge – 9. oktober 1992) var en dansk politiker (Socialdemokraterne) og minister.

## Baggrund
Horn blev født i Risinge i Flødstrup Sogn som søn af en husmand.
Han kom ud at tjene som 14-årig. 
Senere uddannede han sig som smed og arbejdede på Nyborg Jernstøberi.
Han flyttede til Nyborg og boede i Sprotoften.

## Politisk virke
Som smedelærling blev Horn medlem af Danmarks socialdemokratiske Ungdom.
Han var medlem af Folketinget i 1939-1973 og sekretær for den socialdemokratiske folketingsgruppe fra 1950 til 1965.
Han var formand for Storebæltskommissionen og trafikordfører for Socialdemokratiet.
I 28. november 1966 afløste han Kai Lindberg som Minister for offentlige arbejder i Regeringen Jens Otto Krag II, og han virkede som minister frem til 2. februar 1968.
I hans tid som minister blev en bro over Sallingsund vedtaget og en anlægslov for Citybanen, en tunnelbane i København, som aldrig blev realiseret.
Der blev også nedsat en trafikkommission.
Horn havde en lang række tillidsposter blandt andet:
- Landsformand for Foreningen NORDEN 1973-1975.
- Formand for Jernbanerådet
- Medlem af bestyrelsen for SAS

Svend Horn døde i 1992.

## Forbindelse til KGB
Svend Horn skulle i midten af 1960'erne være blevet hvervet af den sovjetiske efterretningstjeneste KGB på ideologisk grundlag. Horn var sekretær for den socialdemokratiske folketingsgruppe 1950-1965, medlem af Udenrigspolitisk Nævn 1964-66 og trafikminister 1966-68, og skal som sådan have videregivet oplysninger til KGB om bl.a. økonomiske forhold, dansk-sovjetiske forhold samt dansk udenrigspolitik. Forbindelse ophørte, da Horn i 1972 ikke blev genvalgt til Folketinget.
Svend Horns familie og bekendte afviste, at han skulle have fungeret som KGB-agent.
Informationer om Horn var fremkommet til Politiets Efterretningstjeneste gennem agenten Oleg Gordijevskij, der dog ikke selv havde direkte adgang kilden.PET-Kommissionen skriver i sin beretning, udgivet i sommeren 2009, at det ikke med sikkerhed er muligt at afgøre, hvorvidt Horn havde været egentlig KGB-agent.

### Yderligere
- HVEM-HVAD-HVOR 1968, Politikens Forlag, København 1967.